# Csihajafuru
A Csihajafuru (ちはやふる; Hepburn: Chihayafuru) a Be Love magazinban megjelenő japán mangasorozat, amelynek mangakája Szuecugu Juki, köteteinek kiadója a Kodansha. A történetből animeadaptáció is készült, melyet a Nippon Television és Crunchyroll csatornákon sugároztak 2011 októbere és 2012 márciusa között. A második évadot 2013 januárjától júniusig vetítették.
A történet egy iskolás lányról, Ajasze Csihajáról szól, akit egy új osztálytársa vesz rá, hogy játsszon Hjakunin Issu verseny-karutát.
A manga megnyerte a Taisó-díjat és a Kodansha mangadíját is. 2011 augusztusában több mint 4,5 millióra becsülték az eladott kötetek számát. A Csihajafuru népszerűsége igen nagy löketet adott a verseny-karutának Japánban.

## Cselekmény
Ajasze Csihaja egy fiatal lány, aki élete nagy részét azzal töltötte, hogy nővérét támogatta modell karrierjében. Ez megváltozik, mikor találkozik Vataja Aratával, egy tehetséges fiatal karuta játékossal. Gyorsan barátok lesznek, a fiú szerint pedig Csihajának jó esélyei vannak arra, hogy nagyszerű karuta játékos váljék belőle. Csihaja új álma lesz, hogy Japán legjobb női játékosává váljon. Sajnos hamarosan el kell válnia karutás barátaitól, de 3 évvel később (a jelenben) a középiskolában újra találkozik egyikükkel, Masima Taicsivel, akivel együtt megalapítják a Mizuszava Karuta Klubot. Csihaja csapattársai és barátai támogatásával igyekszik, hogy a világ legjobb karuta játékosává váljon és, hogy egy nap újra együtt lehessenek Aratával.

## Szereplők

### Főszereplők

#### Ajasze Csihaja
(綾瀬 千早 Ayase Chihaya)
Szinkronhangja: Szeto Aszami
Születésnap: Június 1.
Egy elkötelezett középiskolás lány, akit még általános iskolában ösztönzött Arata, hogy játsszon karutát és próbáljon meg "Queen"-né válni (a legjobb női játékossá). A karuta megmarad Csihaja szenvedélyének, annak ellenére, hogy el kell válnia Aratától az általános iskola végén. A középiskolájukban Taicsivel közösen elindítanak egy karuta klubot. Csihaja kivételes hallással rendelkezik, ami nagy előnyt jelent számára a verseny-karutában. Bár nagyon szépnek tartják, egyben túl furcsának is, az osztálytársai csak úgy emlegetik "hiábavaló szépség". Teljesen megőrül a karutáért, (ezért a barátai gyakran hívják "karuta-baka"-nak [idióta, őrült]), annyira hogy képes megfeledkezni mások érzéseiről is. Csihaja a Mizuszava Karuta Klub kapitánya. Keményen dolgozik, hogy fejlessze képességeit karutában és már a sorozat elején eléri az A osztályt. Egy erős, szenvedélyes személy, aki imádja a karutát és teljesen odaadó a csapattársai és barátai felé. Csihaja és Taicsi között nagyon erős a bizalom és barátság köteléke, a lány elismeri Taicsi képességeit a klub vezetését illetően, bár egyáltalán nem veszi észre a fiú érzelmeit irányában. Csihaja lassan ráébred az érzéseire Aratával kapcsolatban, úgy mondja, a karutát és Aratát mindig szeretni fogja.

#### Masima Taicsi
(真島 太一 Mashima Taichi)
Szinkronhangja: Mijano Mamoru, Takagaki Ajahi (fiatal)
Születésnap: Április 2.
Egy jóképű, sokoldalú sportember, aki nem mellesleg Csihaja gyerekkori barátja. Édesanyja nagyon szigorú vele, folyton azt mondja neki, hogy olyan tevékenységeket kellene folytatnia, amikben tud győzni. Úgy tűnik erős érzelmei vannak Csihaja iránt és féltékeny Aratára, ennek ellenére a sorozat elején volt egy barátnője. Taicsi a Mizuszava Karuta Klub elnöke. Nagyon tehetséges diák és atléta, kezdetben azt állítja "túlnőtt" a karután, de miután látta Csihaját kitűnni és szórakozni karuta közben, úgy dönt, hogy segíteni fog neki karuta klubot alapítani. Jók az elemző és memorizációs képességei, de hihetetlenül balszerencsés. Emiatt sokkal tovább marad a B osztályban, mint kellene. Már gyerekkoruk óta szerelmes Csihajába (bár csak sokára ébred rá erre), de sohasem vallotta be neki. Amikor Szumire megpróbál szerelmet vallani a fiúnak, ő elmondja neki, hogy inkább választ egy olyan kapcsolatot, melyben ő szereti a lányt, mint egy olyat, amelyikben a lány szereti őt, közvetve utalva ezzel Csihajára. Taicsi a szíve mélyéből törődik Csihajával, mindig ott van neki, akárhányszor is boruljon ki vagy legyen szomorú. Komoly személyisége van, hogy kiegészítse Csihaja komikus karakterét. Gyerekként Taicsi egy gonosz gazdag kölyök volt, aki nagyon nem kedvelte Aratát és gyakran csúfolta ki, amiért ő szegény volt. Azonban amint ő, Csihaja és Arata elkezdtek együtt karutázni, legjobb barátokká váltak. Szerelemben Taicsi még mindig ellenfélként tekint Aratára.

#### Vataja Arata
(綿谷 新 Wataya Arata)
Szinkronhangja: Hoszoja Josimasza, Teraszaki Juka (fiatal)
Születésnap: December 1.
Vataja Arata egy átigazoló diák volt Csihajáék általános iskolájában, emellett egy örök mester unokája. Arata ösztönzi Csihaját arra, hogy kezdjen el karutázni. A fiúnak nehézségei adódnak a beilleszkedéssel az új iskolába, mert fukui dialektusban beszél és szenvedélye a karuta, ennek ellenére Csihaja a barátjává fogadja. Az az álma, hogy Meidzsinné (a karutában a legjobb férfi játékossá) váljon. Miután elballagnak az általános iskolából visszatér Fukuiba, hogy beteg nagyapjáról gondoskodjon. Miután visszatér, abbahagyja a karutát, mert nagyapja meghal, miközben egy karuta versenyen vett részt, hogy A osztályba léphessen. Bár miután Csihaja és Taicsi meglátogatják Fukuiban, újra elhatározza, hogy folytatja a verseny-karutát. Arata megbecsüli a barátságát mind Csihajával, mind Taicsivel. Később a mangában szerelmet vall Csihajának és elmondja neki, hogy vissza fog költözni Tokióba. Arata ezután elnézést kér és otthagyja Csihaját zavarban és lesokkolva.

### Mizuszava Karuta Klub

#### Óe Kanade
(大江 奏 Ōe Kanade)
Szinkronhangja: Kajano Ai
Kanade egy csöndes lány, aki szereti a klasszikusokat és a tradicionális öltözködés minden fajtáját, a családja kimonó üzletében dolgozik. Nagyon sokat tud az Ogura Hjakunin Issú verseinek valódi jelentéseiről. Azzal a feltétellel csatlakozik a karuta klubhoz, hogy ezentúl hakamában fognak versenyezni. Az az álma, hogy hivatalos olvasó váljék belőle és Csihaja Queen mérkőzésén olvashasson. Kanade tud Taichi érzéseiről Csihaja felé és mindig lelkesíti, bátorítja a fiút.

#### Nisida Júszei
(西田 優征 Nishida Yūsei)
Szinkronhangja: Nara Tóru
Nisida egy meglehetősen duci fiú, akit a többiek gyakran hívják "Húsgolyó"-nak (肉まんくん Nikuman-kun, a nikuman egy japán étel, kb. gőzölt húspogácsának felel meg), ezt a nevet még Csihaja ragasztotta rá. Régen a legjobb játékosok közé tartozott a korosztályában és egy általános iskolásoknak rendezett versenyen Csihaja, Taicsi és Arata ellen játszott. Miután Aratától kikapott egy versenyen, abbahagyta a karutát és teniszezni kezdett inkább. Bár Csihajának sikerülni fog emlékeztetni rá, milyen is volt az élvezetért játszani és végül csatlakozik a karuta klubhoz. Nagyon tehetséges karuta játékos, aki a defenzív stílust részesíti előnyben.

#### Komano Cutomu
(駒野 勉 Komano Tsutomu)
Szinkronhangja: Jonaga Cubasza
Egy nagyon intelligens fiú Csihaja osztályából, akit egyedül Taicsi előz meg a dolgozatok eredményeiben. Beceneve: Stréber-kun. Antiszociális és kötődik az íróasztalához, úgy érzi, csak az éri meg a kemény munkát, amitől okosabbá válhat. Ennek ellenére Csihaja és Taicsi segít meggyőzni, hogy a karutában rengeteg intellektuális kihívás van és végül csatlakozik a klubhoz. A sorozat előmenetelével Cutomunak sikerül szocializálódnia a csapattársaival, főleg Kanadéval. A fiú lett a csapat karuta stratégája, minden meccsről jegyzeteket készít és ezzel rengeteget segít csapattársainak.

#### Hanano Szumire
(花野 菫 Hanano Sumire)
Szinkronhangja: Han Megumi
A lány Csihajáék 2. évében csatlakozik a karuta klubhoz. Az iskolaév első napján dobja a barátja, ezért kétségbeesve próbál egy újat keríteni és azonnal beleesik Taicsibe. Bár csak azért csatlakozik a klubhoz, hogy közelebb kerülhessen Taicsihez, a fiú nem viszonozza Szumire érzéseit. Miután véletlenül elmondja ezt mindenkinek, Kanade meggyőzi, hogy mégis maradjon a klubban és szentelje magát a karutának. Ahogy több időt tölt Taicsi közelében, az érzései őszinték és valódiak lesznek. Annak ellenére, hogy még új a karutában, erős érzelmeket mutat, mikor verseket olvas.

#### Cukuba Akihiro
(筑波 秋博 Tsukuba Akihiro)
Szinkronhangja: Irino Miju
Cukuba Csihajáék 2. évében csatlakozik a karuta klubhoz. Eredetileg Hokkaidóról származik és mestere a kétkezes 2. versszakos karutának (ezt a fajta karutát csak Hokkaidón játsszák, két kézzel és papír helyett fakártyákkal). Azért csatlakozik a klubhoz, hogy megtanuljon első versszakos karutát játszani. Cukubának van három öccse, akik felnéznek rá és az egész családját lenyűgözik a szép emberek. Kezdetben van néhány csúnya húzása (például mikor megcseréli a csapattársai játékoslistáját meccs előtt) azért, hogy megmutathassa az öccseinek mire képes. Cukuba és a testvérei becsülik Csihaját, mind a képességeiért karutában, mind pedig a szépségéért. Néhány alkalommal észrevehető, hogy egy kissé bele van zúgva Csihajába.

#### Mijaucsi Taeko
(宮内 妙子 Miyauchi Taeko)
Szinkronhangja: Fudzsita Tosiko
Becenevén "Császárnő", a Karuta Klub tanácsadója, valamint Cutomu és Csihaja osztályfőnöke. Bár kezdetben nem értett a karutához, fokozatosan felenged, ahogy a klubtagok elkötelezettségének szemtanújává válik.

### Mások

#### Vakamija Sinobu
(若宮 詩暢 Wakamiya Shinobu)
Szinkronhangja: Nakamicsi Mihoko
A jelenlegi Queen (a legjobb női játékos) karutában, egyben minden idők legfiatalabb Queenje is. Fiatalabb korában volt egy nagyon közeli barátja, akivel sokat karutázott, de mivel Sinobu túl tehetséges volt, nem engedték, hogy korabeliekkel játsszon. Mindig el volt szigetelve a többiektől.

#### Szuó Hiszasi
(周防 久志 Suō Hisashi)
Szinkronhangja: Tócsi Hiroki
A jelenlegi Meidzsin (a legjobb férfi játékos) a karutában. Egyetemen kezdett el először karutázni és három évébe telt, hogy megszerezze a Meidzsin címet. Kedvenc ételei a különböző édességek.

#### Harada Hidehiro
(原田 英弘 Harada Hidehiro)
Szinkronhangja: Isizuka Unsó
A Siranami Karuta Egyesület igazgatója. Ő tanította meg Taicsit karutázni, valamint gyakran játszik Csihajával meccseket, hogy fejlesszék a lány képességeit.

#### Cubogucsi Hirosi
(坪口 広史 Tsuboguchi Hiroshi)
Szinkronhangja: Takahasi Kendzsi
A Shiranami Karuta Egyesület ásza. Eljutott egészen a Meidzsin kihívó döntőjéig, mint Dél képviselője, de veszített ellenfelével szemben, így nem hívhatta ki Szuó Hiszasit. Mostanság a Homei Főiskola Karuta Csapatának tanácsadója.

#### Jaszuda
(安田 Yasuda)
Szinkronhangja: Tokujosi Kavasima
Csihaja ellenfele volt azon a meccsen, amelyik után Csihaja beléphetett az A osztályba.

#### Jamamoto Jumi
(山本 由美 Yamamoto Yumi)
Szinkronhangja: Kaida Juko
Az előző Queen, 24 éves. Különbözik Sinobutól és Csihajától, mert ő egy átlagos arcú, semmi máshoz, csak karutához értő lány. Miközben játszik, minden elvesztett kártyáért vitába száll, még akkor is, ha nincs semmi alapja a vitának. Ezt a trükköt használva képes volt legyőzni Csihaját, mert Csihaja minden vitában ártatlanul megadta magát. Azonban ez a trükk nem működött Sinobu ellen, mert a lány egyszerűen túl gyors volt.

#### Ajasze Csitosze
(綾瀬 千歳 Ayase Chitose)
Szinkronhangja: Endó Aja
Csihaja modellként dolgozó nővére. Kételyei vannak a modell karrierjét illetően, de ismét elhatározza magát, miután folyton látja húgát a karutára összpontosítani.

## Kialakulás
Szuetsugu Juki maga is benne volt egy karuta klubban még felső-középiskolás korában. A mangaka szerint egy ember életében az iskolai évek az az időszak, amikor "valaminek a legőszintébb részed szenteled". A sorozat címe az Ogura Hjakunin Issú antológia egyik versének első öt szótagából jön. (Az Ogura Hjakunin Issú száz verse van a verseny-karuta kártyáira nyomtatva.)

## Média

### Manga
A manga már 2007 óta fut a Be Love című magazinban, és a Kodansa adta ki az eddig megjelent 32 kötetét, amik már eBook formában is elérhetőek. A manga Tajvanban a Tong Li Publishing licence alatt áll. Jelenleg a 123. fejezetnél tart a manga.
A kötetek megjelenési dátumai:

1. 2008. május 13.
2. 2008. szeptember 12.
3. 2008. december 12.
4. 2009. március 13.
5. 2009. június 12.
6. 2009. szeptember 11.
7. 2009. december 11.
8. 2010. március 12.
9. 2010. június 11.
10. 2010. szeptember 13.
11. 2010. december 13.
12. 2011. március 11.
13. 2011. június 13.
14. 2011. szeptember 13.
15. 2011. december 13.
16. 2012. március 13.
17. 2012. június 13.
18. 2012. szeptember 13.
19. 2012. december 13.
20. 2013. március 13.
21. 2013. június 13.
22. 2013. szeptember 13.

### Anime
A mangán alapuló TV-animét 2011 májusában jelentették be. A sorozatot Madhouse studióban készítették, Aszaka Morio rendezése alatt, Takajama Naoja író felügyeletével és Hamada Kunihiko karakter designjaival. A művészeti igazgató Simizu Tomojuki, a felvétel igazgató Fudzsita Kendzsi, a színfelügyelő Hasimoto Ken, a CG igazgató Szaito Cukasza, a hang igazgató Mima Masafumi, a zenéért pedig Simizu Tomoyuki volt a felelős.
A sorozat 25 epizódját a Nippon TV-n 2011. október 4. és 2012. március 27. között sugározták. A sorozatot levetítették az USAban, Kanadában, Angliában, Írországban, Dél-Afrikában, Ausztráliában és Új-Zélandon a Crunchyroll által. Az Animax Asia az angol adaptációját az animének 2013. február 13-tól március 18-ig vetítették.
A második 25 részes évadot, a Csihajafuru 2-t, 2013. január 11. és június 28. között sugározta a Nippon TV, valamint a Crunchyroll is leadta.
Az OVA a manga 22. kötetével egy időben jött ki, 2013. szeptember 13-án.

### Zene
Az első évad openingje a 99RadioService együttes "Youthful" című száma volt, az ending pedig Szeto Aszami "Szosite Ima" (そしていま, "És most" című száma. A 99RadioService megjelentettek egy single-t, "Youthful" címmel 2011. november 30-án. Két OST és a karakter dal albumok jelentek meg 2013. január 18-án és március 28-án. A második évad openingjét is a 99RadioService készítette "Star" címmel, az endinget pedig Szeto énekli, ennek címe "Akane Szora" (茜空).

## Fordítás
Ez a szócikk részben vagy egészben a Chihayafuru című angol Wikipédia-szócikk ezen változatának fordításán alapul.  Az eredeti cikk szerkesztőit annak laptörténete sorolja fel. Ez a jelzés csupán a megfogalmazás eredetét és a szerzői jogokat jelzi, nem szolgál a cikkben szereplő információk forrásmegjelöléseként.